# Matthew Marsden
Matthew Marsden (Walsall, 3 de março de 1973) é um ator e cantor Inglês, que iniciou a sua carreira em 1993.

## Discografia

### Álbuns
| Ano | Informações |
| --- | --- |
| 1999 | Say Who - Não lançado \| Informações adicionais \| \| ------------------------------------------------------------------------------------------------------------------------------------------------------------------------------------------------------------------------------------------------------------------------------------------------------------------------------------------------------------------------------------------------------------- \| \| Faixas: 1. "The Heart's Lone Desire" (Metropolitan Mix) – 4:19 2. "Say Who" – 4:36 3. "Walk My Way" – 4:39 4. "She's Gone" (com Destiny's Child) 4:18 5. "Fragile Heart" – 4:30 6. "Talk To Me" – 4:32 7. "Didn't We Say" – 4:20 8. "I Still Live For You" – 3:54 9. "Love's In Need Of Love Today" – 4:42 10. "Be My Baby Tonight" – 3:38 11. "The Writing's On The Wall" – 3:47 12. "Lost For Words" – 3:21 \| |
| Informações adicionais | |
| Faixas: 1. "The Heart's Lone Desire" (Metropolitan Mix) – 4:19 2. "Say Who" – 4:36 3. "Walk My Way" – 4:39 4. "She's Gone" (com Destiny's Child) 4:18 5. "Fragile Heart" – 4:30 6. "Talk To Me" – 4:32 7. "Didn't We Say" – 4:20 8. "I Still Live For You" – 3:54 9. "Love's In Need Of Love Today" – 4:42 10. "Be My Baby Tonight" – 3:38 11. "The Writing's On The Wall" – 3:47 12. "Lost For Words" – 3:21 | |

### Singles
| Ano  | Título                             | Paradas musicais | Álbum   |
| Ano  | Título                             | UK               | Álbum   |
| ---- | ---------------------------------- | ---------------- | ------- |
| 1998 | "The Hearts Lone Desire"           | 13               | Say Who |
| 1998 | "She's Gone" (com Destiny's Child) | 24               | Say Who |
| 1999 | "Walk My Way"                      | —                | Say Who |